# Panenská (Petrovice)
Panenská (německy Jungferndorf) je osada v katastrální a evidenční části Krásný Les obce Petrovice v okrese Ústí nad Labem v Krušných horách. Zmiňovaná je již v roce 1805, kdy zde bydleli dělnicí pracující na stavbě silnice do Petrovic. Původně řadová vesnice byla čistě německým sídlem. Po odsunu německého obyvatelstva po druhé světové válce byla výrazně nedosídlená a využívali ji chalupáři. V letech 1950 až 1960 náležela do uzavřeného vojenského výcvikového prostoru Nakléřov. V roce 1964 proběhla v Panenské demolice několika domů. V letech 2002 až 2006 probíhala výstavba posledního úseku dálnice D8 před státní hranicí s Německem, který je v lokalitě Panenské veden v podzemí tunelem Panenská.
Náleží pod římskokatolickou farnost Nakléřov.

## Obyvatelstvo
Při sčítání lidu v roce 1921 ve vsi žilo 78 obyvatel (z toho 42 mužů) německé národnosti a římskokatolického vyznání. Podle sčítání lidu z roku 1930 měla vesnice 79 obyvatel s nezměněnou národnostní a náboženskou strukturou.